# 復興羅馬尼亞歐洲計劃
復興羅馬尼亞歐洲計劃（羅馬尼亞語：Reînnoim Proiectul European al României, REPER）是羅馬尼亞的一个政党。該黨於2022年5月31日分裂自拯救羅馬尼亞聯盟，由前技术官僚总理兼前拯救罗马尼亚联盟主席達奇安·喬洛什成立，旨在反对克特林·德鲁拉领导下的拯救罗马尼亚联盟。卡梅利娅·瑟尔库代安（Camelia Sălcudean）現時是復興羅馬尼亞歐洲計劃的代理主席。

## 歷史

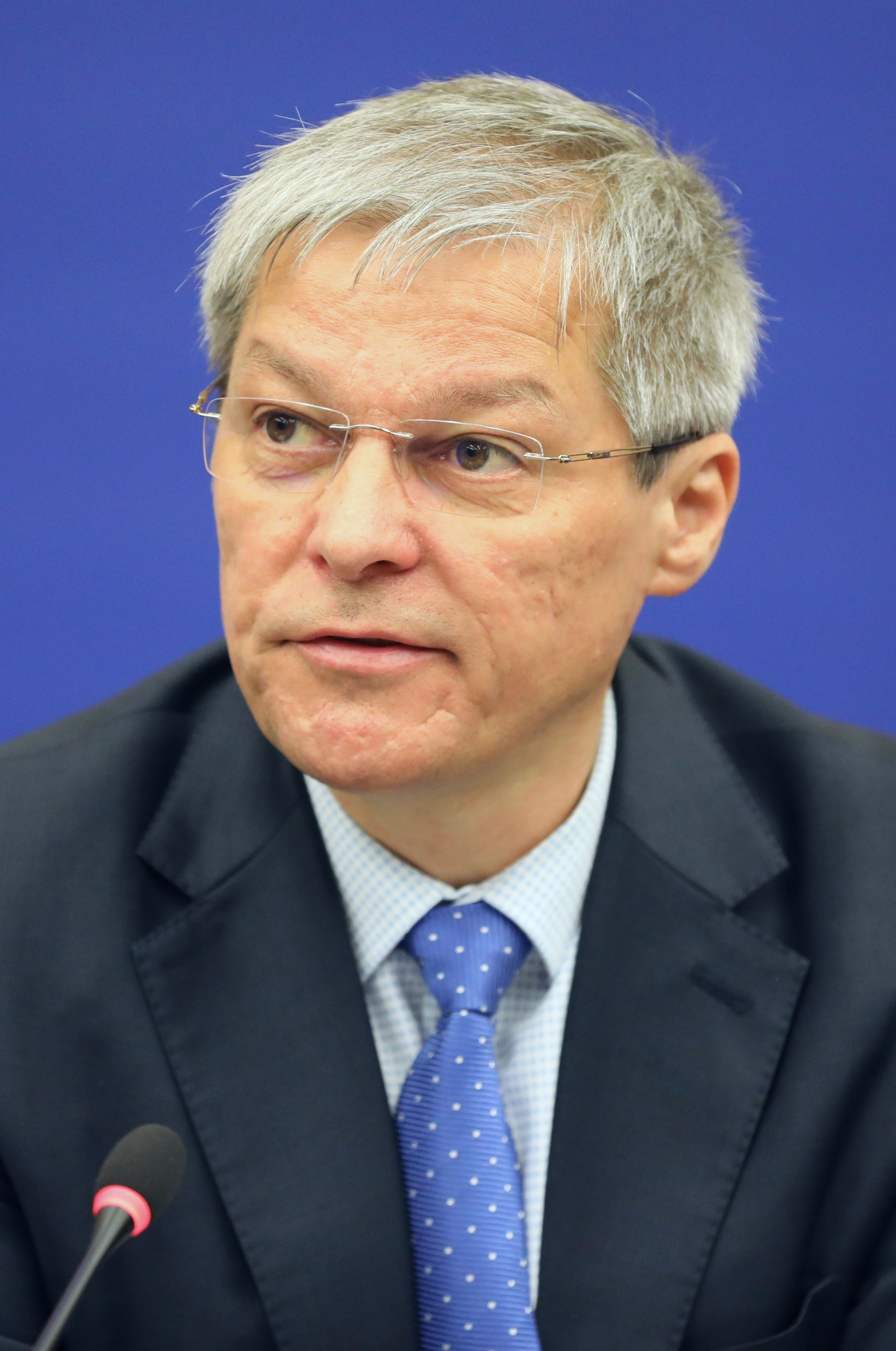
復興羅馬尼亞歐洲計劃由達奇安·喬洛什成立

### 背景
2018年3月30日，達奇安·喬洛什宣布计划成立一个名为“罗马尼亚团结运动”的新政党，然而该党因各种法律程序的上诉與拖延而从未獲正式注册。乔洛什后来放弃原本的计划，並转而於同年12月經由三位同事注册成立自由、統一和團結黨。2019年1月26日，自由、統一和團結黨组织首次全国代表大会，乔洛什在会上当选党主席。乔洛什就任党主席後，自由、統一和團結黨隨即宣布将与拯救罗马尼亚联盟组成选举联盟USR PLUS，以共同參與2019年的歐洲議會選舉、總統選舉與2020年的地方選舉、國會選舉 。
2020年8月15日，拯救罗马尼亚联盟与自由、統一和團結黨召開联合代表大会，以决定是否正式合并两党，其中84.65%的与会者投票赞成合并。两党的合并案於2021年4月16日获得布加勒斯特上訴法院的批准，並以“拯救罗马尼亚联盟”為合并後的名稱。两党合并後，乔洛什与达恩·巴尔纳联合领导拯救罗马尼亚联盟，直至乔洛什於同年10月当选为拯救罗马尼亚联盟的唯一主席。2022年2月，由於拯救罗马尼亚联盟全国委員會以14比11的票數否决乔洛什參選罗马尼亚总统的計劃，乔洛什辞去拯救罗马尼亚联盟主席一职，乔洛什當時表示自己将继续留在拯救罗马尼亚联盟。

### 成立
2022年5月31日，乔洛什与另外4名歐洲議會議員一同退出拯救罗马尼亚联盟，稱他們“看不到拯救罗马尼亚联盟的领导层有任何意愿或足夠的成熟程度接受过去的错误，並改变拯救罗马尼亚联盟在政壇變得无关紧要的方向”。乔洛什與其支持者随后宣布成立新政党，即復興羅馬尼亞歐洲計劃。該声明遭到包括布加勒斯特第一區區長克洛蒂尔德·阿曼德、前司法部长斯泰利安·扬、科塞泰·基基勒乌、時任拯救罗马尼亚联盟主席克特林·德鲁拉與拯救罗马尼亚联盟前主席达恩·巴尔纳等拯救罗马尼亚联盟的知名党员的强烈讽刺。德拉戈什·珀斯拉鲁與拉莫娜·斯特鲁加留在復興羅馬尼亞歐洲計劃召开首次代表大会前担任该党的代理／临时联席主席，乔洛什本人則选择不担任党内领导职务。2023年5月7日，德拉戈什·珀斯拉鲁與拉莫娜·斯特鲁加留在復興羅馬尼亞歐洲計劃的代表大会上被正式选为联席主席。
復興羅馬尼亞歐洲計劃在2024年的歐洲議會選舉中未能贏得任何歐洲議會席次。同年9月24日，民主和团结党、現在黨與復興羅馬尼亞歐洲計劃宣布结成选举联盟民主、繁荣和进步平台，以參與同年的國會選舉，罗马尼亚伏特党不久後隨即加入該选举联盟，然而該選舉聯盟也未能贏得任何國會席次。復興羅馬尼亞歐洲計劃在2025年的總統選舉中的兩輪投票均支持無黨籍的尼庫紹爾·達恩，而尼庫紹爾·達恩也成功當選總統。同年6月23日，珀斯拉鲁獲國家自由黨提名為博洛让内阁的欧洲投资及项目部长（Ministrul Investițiilor și Proiectelor Europene）。

## 選舉結果

### 歐洲議會選舉
| 选举年 | 得票    | %    | 歐洲議會席次 | 名次  | 欧洲政党 | 歐洲議會黨團 |
| ------ | ------- | ---- | ------------ | ----- | -------- | ------------ |
| 2024   | 334,703 | 3.74 | 0 / 33       | 第6名 | 復興歐洲 | 不適用       |

### 國會選舉
| 选举年 | 眾議院  | 眾議院 | 眾議院  | 參議院  | 參議院 | 參議院  | 名次   | 結果                                                                                       |
| 选举年 | 得票    | ％     | 席次    | 得票    | ％     | 席次    | 名次   | 結果                                                                                       |
| ------ | ------- | ------ | ------- | ------- | ------ | ------- | ------ | ------------------------------------------------------------------------------------------ |
| 2024   | 114,223 | 1.24   | 0 / 331 | 126,408 | 1.37   | 0 / 136 | 第11名 | 社會民主黨、國家自由黨、罗马尼亚马扎尔民主联盟少數派政府的議會外反對黨（2024年—2025年）    |
| 2024   | 114,223 | 1.24   | 0 / 331 | 126,408 | 1.37   | 0 / 136 | 第11名 | 議會外參與社會民主黨、國家自由黨、拯救羅馬尼亞聯盟、罗马尼亚马扎尔民主联盟政府（2025年起） |

### 總統選舉
| 选举年 | 候选人        | 首轮      | 首轮   | 首轮  | 次轮      | 次轮   | 次轮  |
| 选举年 | 候选人        | 得票      | %      | 名次  | 得票      | %      | 名次  |
| ------ | ------------- | --------- | ------ | ----- | --------- | ------ | ----- |
| 2025   | 尼庫紹爾·達恩 | 1,979,767 | 20.99% | 第2名 | 6,168,696 | 53.60% | 第1名 |

## 外部連結
- 官方网站 （页面存档备份，存于）